# Орден Отечества (Беларусь)
Орден Отечества (бел. Ордэн Айчыны) — высший орден Республики Беларусь. Учрежден Постановлением Верховного Совета Беларуси № 3726-XII от 13 апреля 1995 года. Высшей степенью ордена Отечества является I степень. Награждение производится последовательно орденом Отечества III, II и I степени.

## Статут ордена
Орден Отечества является высшим орденом Республики Беларусь. Имеет три степени:
- орден Отечества I степени;
- орден Отечества II степени;
- орден Отечества III степени.

Высшей степенью ордена Отечества является I степень. Награждение производится последовательно орденом Отечества III, II и I степени:
- за отличные достижения в производственной, научно-исследовательской, социально-культурной, общественной, благотворительной и иных сферах деятельности, направленной на повышение благосостояния людей и укрепление могущества страны;
- за мужество и отвагу, проявленные при защите Отечества и его государственных интересов, обеспечении законности и правопорядка;
- за большие заслуги в развитии экономических, научно-технических и культурных связей между Республикой Беларусь и другими странами.

Орден Отечества носится на левой стороне груди и при наличии других орденов (кроме ордена Матери) располагается перед ними в порядке старшинства степеней.

## Описание
Орден Отечества представляет собой знак, выполненный в форме двух четырёхугольников, налагаемых друг на друга и образующих восьмиконечную звезду диаметром 44 мм.
В центре звезды находится круг диаметром 24 мм, в котором расположено изображение Государственного герба Республики Беларусь, обрамленного венком из дубовых и лавровых листьев. В верхней части круга на красном эмалевом фоне расположена надпись «Айчына» («Отечество» по-белорусски), в нижней части обозначены степени ордена: I, II, III. Обратная сторона ордена имеет гладкую поверхность, в центре находится номер ордена.
Орден при помощи ушка и кольца соединяется с пятиугольной колодкой, обтянутой муаровой лентой красного цвета с продольной зелёной полоской посередине для ордена I степени, двумя зелеными продольными полосками по краям для ордена II степени, двумя зелеными продольными полосками по краям и одной зелёной продольной полоской посередине для ордена III степени.
Орден Отечества I степени изготавливается из серебра с позолотой, II степени — из серебра с частичной позолотой, III степени — из серебра.

## История
Первое награждение Орденом Отечества III степени состоялось 22 октября 1996 года. За мужество и героизм, проявленные при обезвреживании особо опасных преступников, орденом был награждён старший инспектор Оршанского отдела внутренних дел на транспорте капитан милиции Михаил Иванович Демьянов (посмертно).
Следующий указ о награждении орденом был подписан 10 декабря 1996 года. За особые заслуги в служебной деятельности, направленной на укрепление могущества страны, орденом Отечества III степени был награждён начальник контрольно-инспекторского отдела аппарата Совета Безопасности Республики Беларусь полковник Валентин Захарович Никитин. Через 2 дня был подписан ещё один указ о награждении орденом Отечества III степени; был награждён ведущий специалист управления правительственной связи КГБ майор С. А. Сакович.
Первое награждение орденом Отечества II степени состоялось 2 ноября 2001 года. За достижение высоких спортивных результатов орденом был награждён спортсмен-инструктор национальной команды Республики Беларусь по спортивной гимнастике Иван Александрович Иванков.

## Полные кавалеры
Первым полным кавалером ордена Отечества стала спортсмен-инструктор национальной команды Республики Беларусь по академической гребле Екатерина Анатольевна Карстен, завоевавшая бронзовую медаль на Олимпийских играх 2008 года. Указ № 388 о награждении был подписан 17 июля 2008 года.
На 2024 год полными кавалерами ордена Отечества являются:
| № | Фамилия, имя и отчество       | Годы жизни                | I степень             | II степень            | III степень          |
| - | ----------------------------- | ------------------------- | --------------------- | --------------------- | -------------------- |
| 1 | Екатерина Анатольевна Карстен | род. 2 июня 1972 года     | 17 июля 2008 года     | 17 сентября 2004 года | 13 октября 2000 года |
| 2 | Леонид Сергеевич Моисеев      | род. 23 апреля 1950 года  | 23 мая 2011 года      | 1 марта 2006 года     | 15 июля 2002 года    |
| 3 | Николай Иванович Казеко       | род. 5 апреля 1950 года   | 21 февраля 2014 года  | 31 августа 2006 года  | 15 июля 2002 года    |
| 4 | Владимир Иванович Покрышкин   | род. 3 мая 1949 года      | 23 июня 2014 года     | 23 мая 2011 года      | 30 июня 2001 года    |
| 5 | Виктор Владимирович Шейман    | род. 26 мая 1958 года     | 14 сентября 2021 года | 10 ноября 2003 года   | 26 мая 1998 года     |
| 6 | Владимир Павлович Андрейченко | род. 2 января 1949 года   | 18 марта 2024 года    | 8 октября 2012 года   | 28 декабря 2007 года |
| 7 | Ольга Анатольевна Власова     | род. 12 февраля 1977 года | 9 сентября 2024 года  | 25 февраля 2022 года  | 13 декабря 2006 года |
| 8 | Александр Васильевич Савчиц   | род. 1 июля 1953 года     | 17 апреля 2025 года   | 23 мая 2011 года      | 1 марта 2006 года    |